# Hadith Qudsi

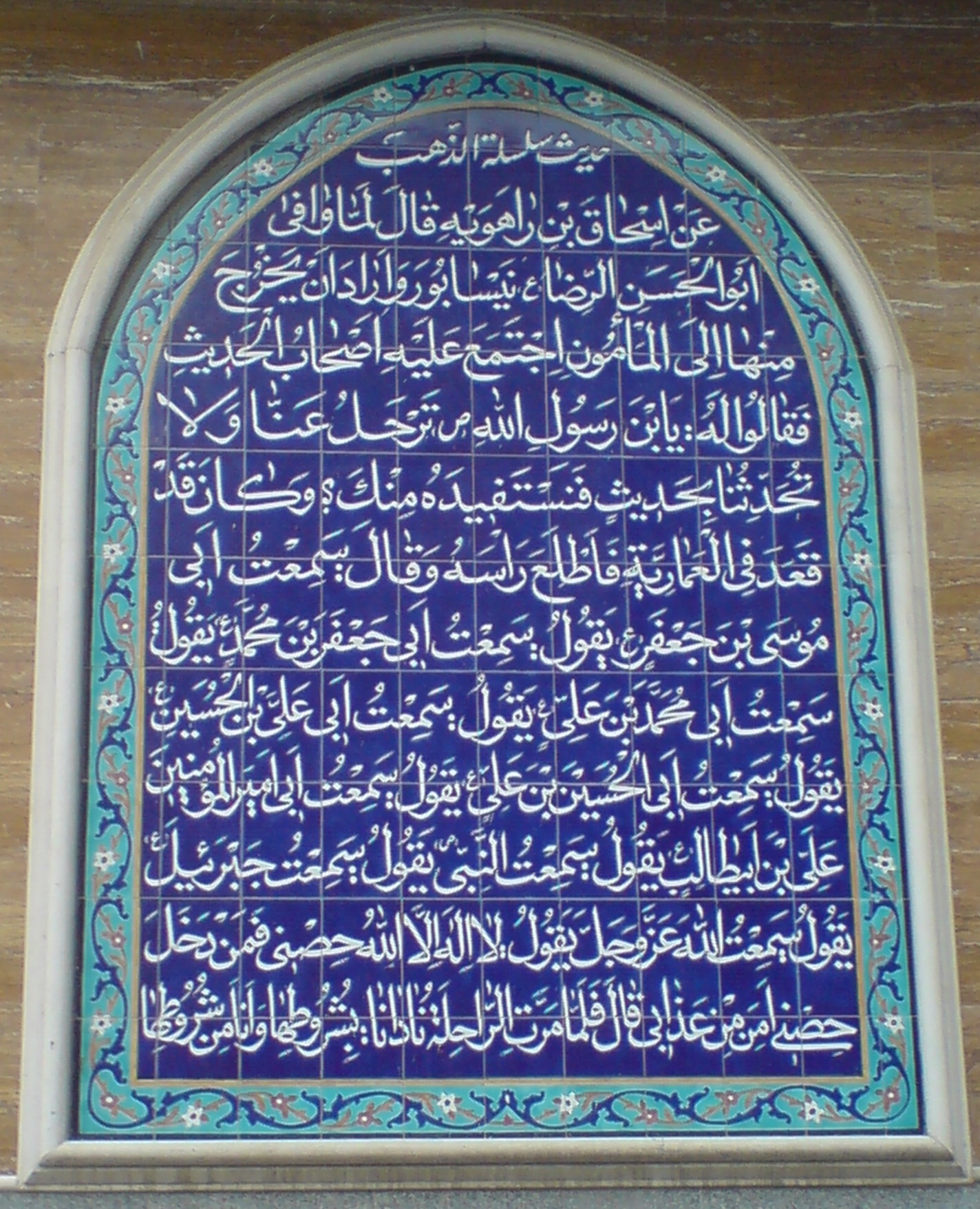
Hadithen om den gyllene länken är ett exempel på en hadith qudsi.

Hadith Qudsi (arabiska: الحديث القدسي, helig hadith) är en speciell kategori av hadith, kompendiet av återberättelser som tillskrivs den islamiske profeten Muhammed. Det sägs att dessa hadither är unika eftersom deras innehåll tillskrivs Gud men att den faktiska formuleringen tillskrivs Muhammed. Detta kan vara en av anledningarna till att de inte ingår i de koraniska uppenbarelserna, som anses vara Guds ordagranna ord, utan snarare ges en speciell kategori och därmed upptar en status mellan Koranen och normal hadithtext.